# Карма йога
Карма йога (Санскрит: कर्म योग), още известна като Будхи йога или дисциплина на действието е основана на посланията и поученията на Бхагавад гита, и е един от четирите основни стълба на Йога. Карма йогинът се концентрира върху верността към дълга (дхарма), като остава свободен от наградата или отплатата. Карма йога полага (постулира), че спасението (мокша) или любовта на Бога (бхакти) могат да бъдат постигнати, чрез изпълняване на задълженията по безсебичен начин, само за удоволствието на Бога.

## Същност на Карма йога
Думата карма, произлиза от „кри“, което на санскрит означава правя, но има аспект и към Причинно-следствената връзка на Нещата. В този смисъл, най-опростено карма означава „правя това и така както трябва“, а думата „йога“ означава единение, хармония, единство, и така карма йога в най-общия смисъл се превежда като постигане на единство и хармония чрез правилно действие.
Карма йога е действие и осмисляне в съответствие със собствения дълг, освободени от егоистични мотиви и лични предпочитания, без привързаност към резултатите от действията. Божествено почитаният #виж Кришна обяснява, както е записано в Бхагавад гита, че по този начин човек пречиства ума си и става способен да оцени истинския разсъдък и разбиране. Там Кришна казва на Арджуна, че не е нужно да оставаме в бездействие или усамотение, за да практикуваме духовен живот, тъй като състоянието на действие или бездействие е по принцип основно обусловено от ума.
Свами Шивананда казва:
| „Човек обикновено планира да вземе плодовете от работата си преди да е започнал каквато и да е работа. Умът е толкова ограничен, че не може да мисли за каквато и да е работа без възнаграждение. Егоистичният човек не може да служи. Той ще претегли парите и работата, за да ги балансира. Не-егоистичната работа му е непозната.“, оттук и извода, който можем да интерпретираме като: „Каквото и да правиш, дай най-доброто от себе си. Резултатът е без значение“ или „Направи едно Добро, и Го хвърли в морето“, а в най-съвременен контекст: "Напиши или внеси Най-Доброто от себе си в Уикипедия, просто защото Знанието, Културата, Хармонията и най-възвишените човешки Идеали трябва да оцелеят и да просъществуват во век и веков. |

## Четирите пътя към освобождението
- Бхакти йога – Йога на предано-отдадеността и почитането на Бог
- Карма йога – Йога на правилното действие, обусловено от причинността
- Раджа йога – Йога на опознаването и преживяванията (в медитация)
- Джнана йога – Йога на мъдростта и познанието на Върховната същност – Абсолюта (Брахман)